# Fengfeng
Fengfeng (kinesiska: 峰峰矿区; pinyin: Fēngfēng Kuàng Qū) är ett gruvdistrikt Handans stad på prefekturnivå i Hebei-provinsen i norra Kina.   Det ligger omkring 400 km söder om huvudstaden Peking. Antalet invånare är 503911.
Fengfeng Kuangqu delas in i:
- 临水镇 (邯郸市)
- 峰峰镇
- 新坡镇 (邯郸市)
- 大社镇
- 和村镇
- 义井镇
- 彭城镇 (邯郸市)
- 界城镇
- 大峪镇 (邯郸市)